# Tribunska skupština
U vrijeme rimske republike:
Comitia Tributa je bila skupština čitavog naroda podijeljena na tribuse. Od njih treba razlikovati posebne skupštine:
1. plebejske (concilia plebis), koje su osnovane nakon izlaska plebejaca na Sveto brdo 494. pr. Kr., kada su se postavili i tribuni. U tim su se skuštinama plebejci sastajali po tribusima (tributim) od god. 471. pr. Kr. (lex Pubilia). Zaključci tih skupština dobili su od 449. pr. Kr. vrijednost za čitav narod (lex Valeria Horatia) ali samo ako bi na njih pristao senat, a od god. 287. pr. Kr. i bez toga (lex Hortensia). Plebejskim su skupštinama predsjedali tribuni i birali su se plebejski činovnici (tribni i plebejski edili) i stvarali zaključci (plebiscita), koji su po Valerijevu, Horacijevu i Hortenzijevu zakonu vrijedili kao zakoni.
2. i plebejske i patricijske (comitia trubuta)- u njima se čitav narod sastajao po tribusima. Njima je predsjedao konzul ili pretor, birale su niže i izvanredne magistrate i stvarale zakone poput centurijatskih komicija, a kasnije i umjesto njih. Sastajale su se na Kapitoliju u dvorištu Jupiterovog hrama, a u posljednjem stoljeću republike na Forumu ili na Martovu polju. Zakonski bi se prijedlog javno izložio (legem promulgare), a na snagu bi stao ako bi nakon glasovanja predsjednik proglasio da je izglasan kao prihvaćen (renuntatio). Onda bi se zakon urezao na ploče i na javnom mjestu izložio (legem figere).
I tributske i plebejske skupštine sudile su u slučajevima, ako bi koji magistrat odredio veću globu (multa), nego je imao pravo (tributske ako bi magistrat bio patricijski, a plebejske ako bi bio plebejski).
Već potkraj republike gubile su komicije sve više važnost iz razloga što se narod pokvario i što se građansko pravo proteglo na čitavu Italiju.
U carsko im je vrijeme najprije ukinuta sudbena, a zatim i zakonodavna vlast.